# Lee Rowley

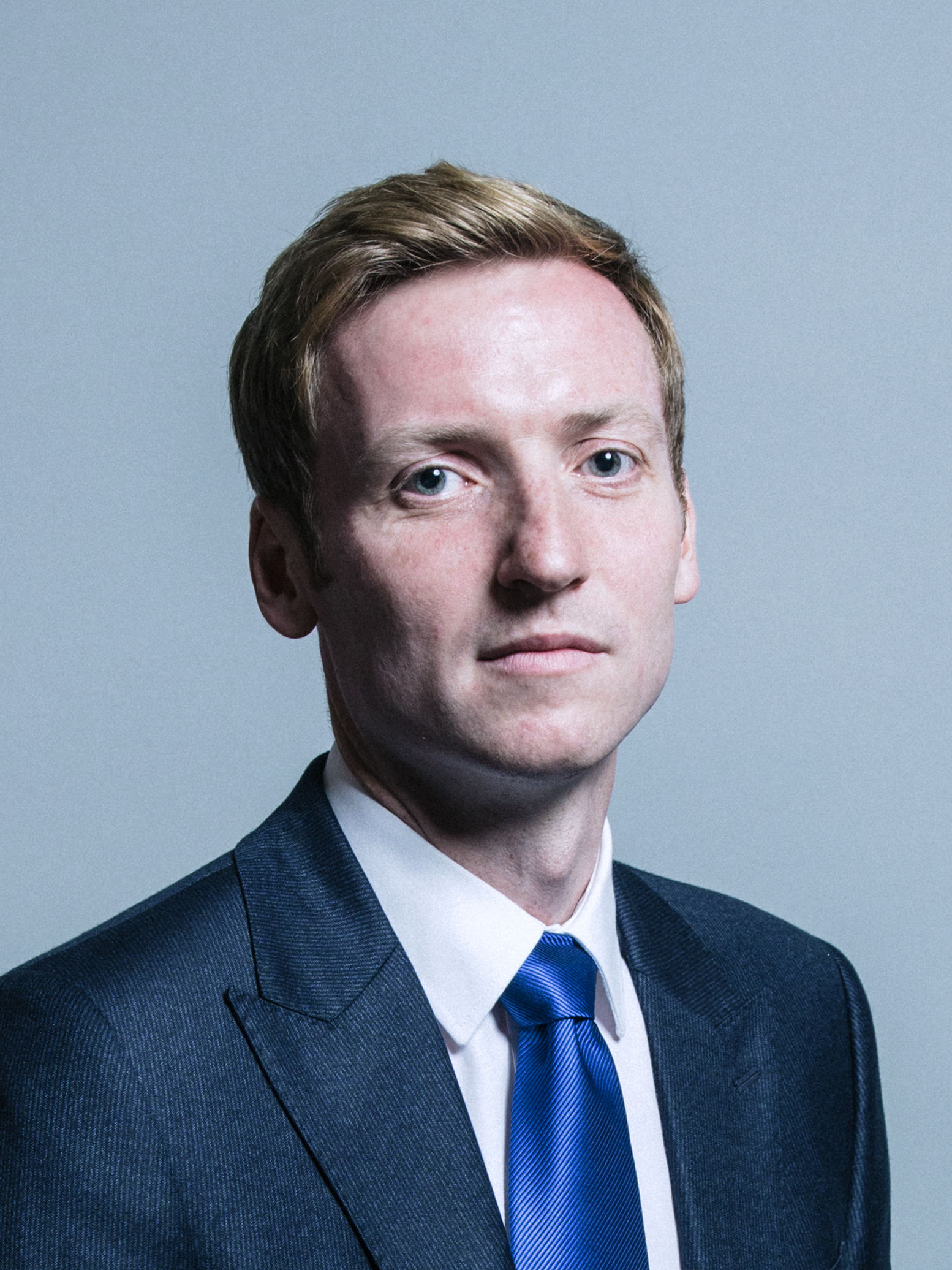
Lee Rowley (Juni 2017)

Lee Benjamin Rowley MP (* 11. September 1980 in Chesterfield) ist ein britischer Politiker. Er gehört der Konservativen Partei an und ist ein Befürworter des Brexits.
Seit 2017 vertritt er den Wahlkreis North East Derbyshire im House of Commons. Bevor Rowley den Sitz für seine Partei gewann, wurde dieser seit den Britischen Unterhauswahlen 1935 von Angehörigen der Labour Party vertreten.

## Karriere
Rowley wurde als Sohn eines Milchmanns in Chesterfield (Derbyshire) geboren und arbeitete im elterlichen Betrieb. Er studierte Geschichtswissenschaft am Lincoln College in Oxford und an der University of Manchester. Danach arbeitete er in der Finanz- und Managementberatung für Barclays, KPMG, Santander UK und Co-op Insurance.
Nach seiner Zeit als Mitglied des Westminster City Councils bereitete sich Rowley darauf vor, in das House of Commons gewählt zu werden.
Rowley war einer der Gegner von Theresa Mays ausgehandeltem Abkommen im Zuge der EU-Austrittsverhandlungen des Vereinigten Königreichs.

## Persönliches
Rowley lebt offen homosexuell. Vor seiner Wahl war er als leitender Angestellter bei einem Versicherungsunternehmen tätig.